# Florence Owens Thompson

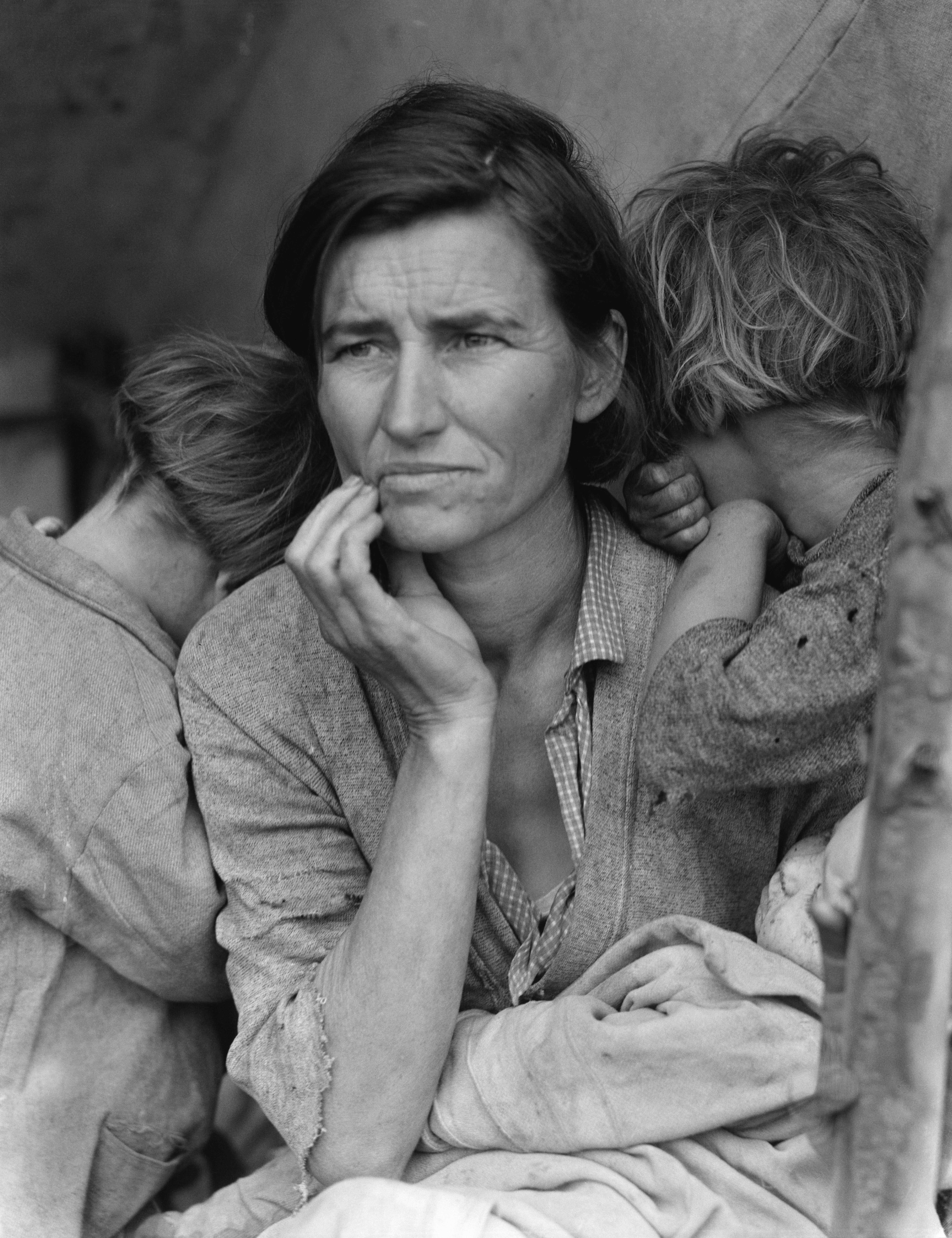
Florence Owens Thompson

Florence Owens Thompson (Indiaans territorium (Oklahoma), 1 september 1903 – Scotts Valley, 16 september 1983) was een vrouw in de Verenigde Staten van Cherokee-afkomst. Zij werd bekend door de foto’s die fotografe Dorothea Lange van haar en haar kinderen maakte als een van de vele slachtoffers van de Grote Depressie.
Ze was geboren als Florence Leona Christie en getrouwd met Cleo Owens. In 1926 verhuisde ze met haar gezin van haar geboortestreek in de deelstaat Oklahoma naar Californië om er te werken. In 1931 overleed haar man aan tuberculose, zodat ze al jong weduwe werd. Met haar zeven kinderen reisde ze regelmatig van de ene naar de andere plek voor tijdelijke banen.
Op haar 32e werkte ze als erwtenplukker toen Dorothea Lange het kamp van seizoensarbeiders passeerde. Lange werkte voor een overheidsdienst die de gevolgen van de economische depressie documenteerde en kwam net van een andere klus. Lange nam snel een aantal foto’s van het gezin. Een van die foto’s werd zeer beroemd onder de titel Migrant mother (‘migrantenmoeder’). Men nam aan dat de arbeiders recent naar Californië waren getrokken. Thompsons peinzende uitdrukking werd een symbool van de ellende in die tijd in de economische crisistijd na 1929. 
Pas decennia later werd Thompsons identiteit bekend. Tot dan toe vermeldden bijschriften alleen haar leeftijd, moederschap en werk en de locatie van de foto (“Destitute pea pickers in California. Mother of seven children. Age thirty-two. Nipomo, California”).
Toen Owens Thompson in augustus 1983 vanwege hartfalen en kanker moest worden opgenomen zamelde haar familie $25.000 in om de behandeling te kunnen betalen. Ze overleed echter op 16 september 1983 in een ziekenhuis te Scotts Valley.

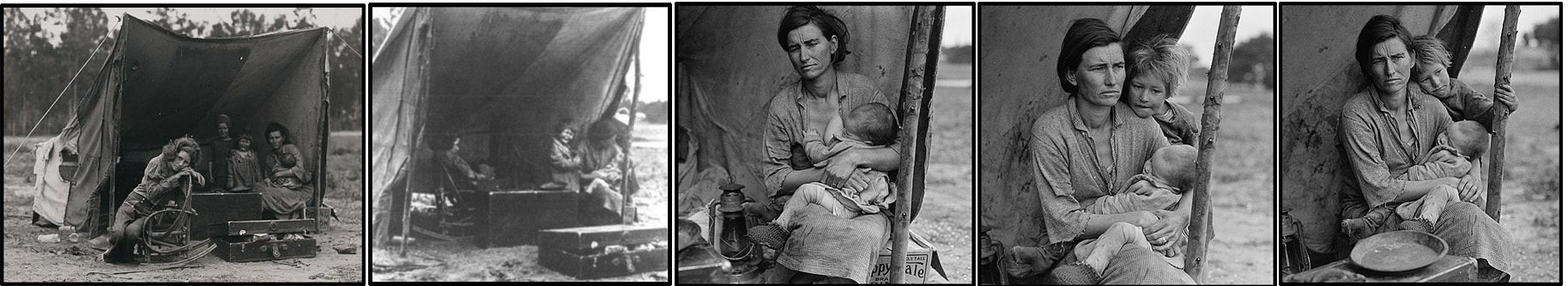